# Billy Lester
William „Billy“ Lester (* 11. Juni 1946 in Yonkers) ist ein US-amerikanischer Jazzmusiker (Piano, Komposition) des Modern Jazz.

## Leben und Wirken
Lester spielte bereits mit vier Jahren Klavier. Nach einer klassischen Ausbildung, teilweise bei Sal Mosca, neben dem Klavierspiel auch in Transkription und Harmonielehre, begann er mit 18 Jahren eine klassische Ausbildung an der Manhattan School of Music. Nachdem er einen Auftritt von Lennie Tristano erlebte, wechselte er zum Jazz. Zunächst trat er nur gelegentlich auf. Daneben arbeitete er teilzeit im Reifenladen seines Vaters und gab Klavierunterricht.
1985 nahm er in den Niederlanden sein Debütalbum Captivatin’ Rhythm (Zinnia) auf, zehn Jahre später folgte das in New York City – wo er auch 1993/94 im Cornelia Street Cafe mit seinem Trio auftrat – entstandene Trioalbum At Liberty (mit Sean Smith und Skip Scott). Sein bislang letztes Album (From Scratch) nahm er 2018 mit Rufus Reid und Matt Wilson auf. Nach Ansicht von Ethan Iverson spielt Lester in der Tradition Lennie Tristanos. Tom Lord zufolge war er zwischen 1985 und 2018 an acht Aufnahmesessions beteiligt, u. a. mit dem Sergio Armaroli Quintet und Simon Wettenhall.

## Diskographische Hinweise
- Four Into Four (Coppens, 2002), mit Simon Wettenhall, Sean Smith, Russ Meissner
- Visceral (Coppens, 2007), mit Sean Smith, Russ Meissner
- Italy 2016 (USR, 2016), mit Marcello Testa, Nicola Stranieri